# Kirchenkreis Weimar
Der Evangelisch-Lutherische Kirchenkreis Weimar ist einer von 37 Kirchenkreisen der Evangelischen Kirche in Mitteldeutschland. Er umfasst insgesamt 72 Kirchengemeinden im Gebiet der kreisfreien Stadt Weimar sowie im westlichen und südlichen Teil des Landkreises Weimarer Land. Einige Gemeinden liegen im Osten der Stadt Erfurt. Der Kirchenkreis gehörte bis zu dessen Auflösung zum Propstsprengel Gera-Weimar; seit 2022 gehört er zum Bischofssprengel Erfurt.  
Über 20 Pfarrerinnen und Pfarrer betreuen, zusammen mit weiteren Mitarbeitern und Ehrenamtlichen, die insgesamt ca. 17.000 Gläubigen im Kirchenkreis.

## Aufgaben
Die Arbeit, neben der Gestaltung des Gemeindelebens, teilt sich in die Bereiche Kirchenmusik, Bildung, Kinder und Jugend sowie Diakonie.

## Pfarrbereiche
Die 72 Kirchengemeinden sind in 14 Pfarrbereiche gegliedert: Bad Berka, Blankenhain I, Blankenhain II, Buchfart-Legefeld, Kerspleben, Klettbach, Kranichfeld, Mellingen-Umpferstedt, Niederzimmern, Oberweimar-Ehringsdorf, Schöndorf-Großobringen, Vieselbach, Weimar und Sonderseelsorge. Die Sonderseelsorge ist für die Kliniken im Kirchenkreis Weimar zuständig.